# Elif

Elif este un serial turcesc difuzat din 2014 pe canalul de televiziune Kanal 7. În România a fost difuzat de postul de televiziune Happy Channel

## Distribuție
- Isabella Damla Güvenilir - Elif
- Çağla Șimșek - Reyhan
- Selin Sezgin - Melek
- Altuğ Seçkiner - Kenan Emiroğlu 1
- Volkan Çolpan - Kenan Emiroğlu
- Aysun Güven - Aliye Emiroğlu
- Hasan Ballıktaș - Veysel Șimșek
- Ozanay Alpkan - Ayse Doğan